# Erkki Itkonen

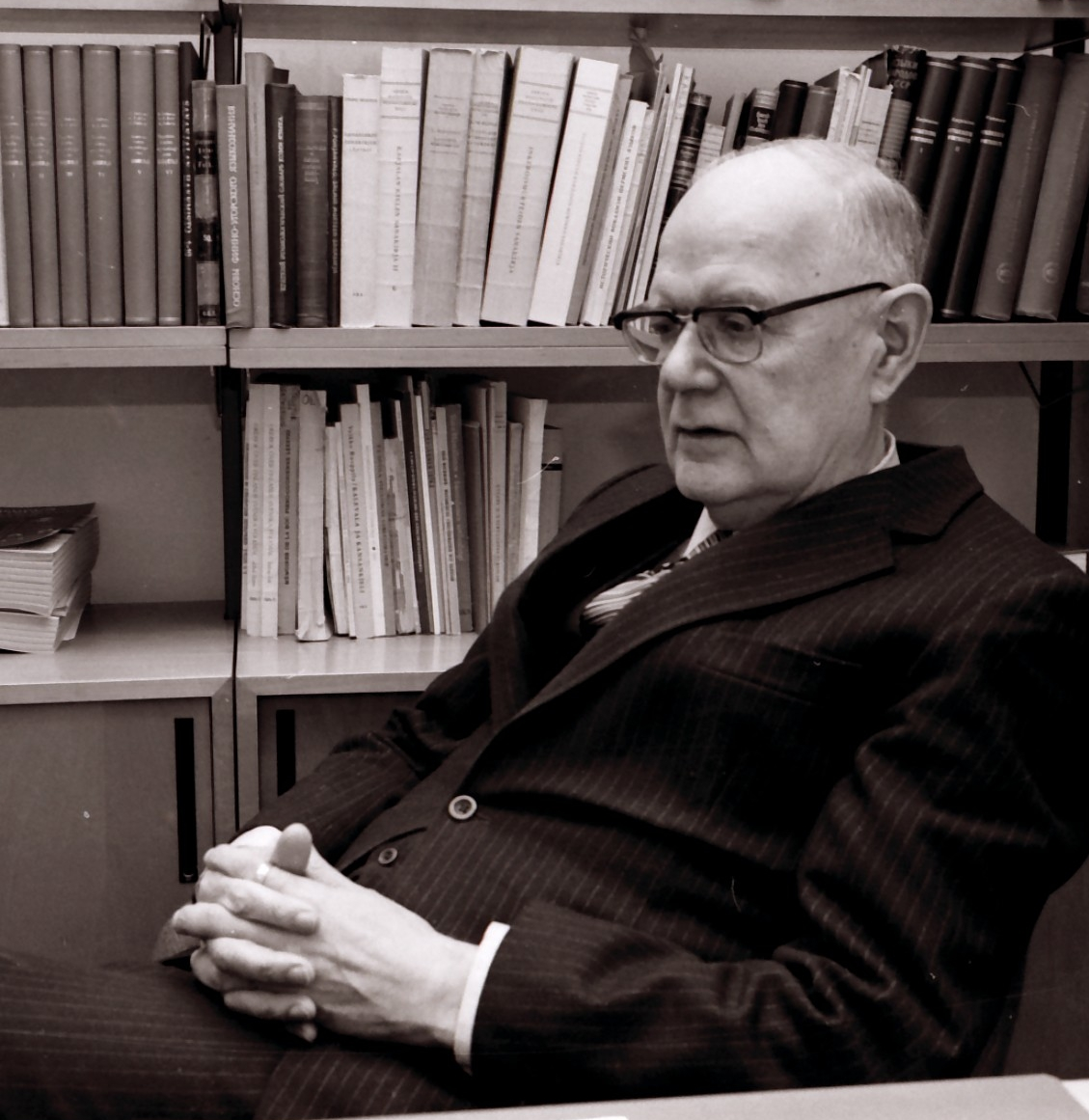
Erkki Itkonen 1981

Erkki Esaias Itkonen (26 april 1913, Inari – 28 mei 1992, Helsinki) was een academicus en finoegrist.

## Leven
Itkonen werd in 1913 geboren in Inari, in Fins Lapland. Hij was de jongste van het gezin van dertien kinderen. Zijn oudere broers Tuomo, Lauri en Toivo hielden zich ook bezig met het bestuderen van de Samische taal en cultuur. Zijn vader was deken Lauri Arvid Iktonen en zijn moeder was Amanda Sofia Karjalainen. Een jaar na Itkonens geboorte verhuisde het gezin naar Vihti. Itkonen overleed in 1992, anderhalve week nadat hij voor het laatst op zijn werk was en afscheid had genomen van zijn collega. Itkonen was vader van vier kinderen.

## Studietijd
Itkonen begon zijn studie in 1930 aan de Universiteit van Helsinki. Hij studeerde daar onder andere Finse taal en finoegrische taalwetenschap. Hij haalde in 1933 zijn bachelor. In 1939 haalde hij zijn doctorsgraad. Hij schreef zijn proefschrift over de kwalitatieve eigenschappen van de vocalen in het Oost-Samisch. 

## Werk
Nadat hij zijn bachelor had behaald werkte Iktonen als assistent van professor Eemil Nestor Setälä. Toen  hij zijn doctorsgraad had behaald, ging hij als docent aan de universiteit van Helsinki werken. Van 1950 tot 1956 was een bijzonder hoogleraar Finoegrische taalwetenschap en van 1956 tot 1983 werkte hij als gewone hoogleraar. In de jaren van 1956 tot en met 1963 was hij lid van de Suomen Akatemia, een overheidsinstantie die wetenschappelijk onderzoek in Finland financiert. Itkonen heeft meegewerkt aan deel II tot en met IV van het Fins etymologisch woordenboek. Ook was hij hoofdredacteur van het etymologisch woordenboek Suomen Sanojen Alkuperä (De oorsprong van Finse woorden)

## Onderzoek
Itkonen heeft vooral onderzoek gedaan naar finoegrische talen. Hij heeft veel innovatieve onderzoeken gepubliceerd, vooral over Samische taal en literatuur. In 1946 publiceerde hij een vervolg op zijn proefschrift, waarin hij de structuur en het ontstaan van het complexe systeem van de lengte van klanken van het Oost-Samisch bespreekt. Daarna verbreedde hij zijn perspectief van fonologie naar morfologie en syntaxis.